# Мінаєв Сергій Юрійович
Сергій Юрійович Мінаєв (нар. 12 січня 1962, Москва) — радянський та російський співак, музикант, композитор, теле- і радіоведучий, шоумен і комік. Автор пародійних кавер-версій популярних хітів 1980-х і 1990-х років, називає себе «першим співаючим радянським диск-жокеєм». 
Фігурант бази даних центру «Миротворець».

## Біографія
Народився 12 січня 1962 року в Москві. Закінчив англійську спецшколу № 30. Потім закінчив Державне училище циркового та естрадного мистецтва (1983, естрадне відділення), ГІТІС (1987, акторський естрадний факультет). В училищі викладачами Сергія Мінаєва були Ілля Григорович Рутберг (пантоміма), Олексій Андрійович Бистров (степ), в інституті — Сергій Михайлович Дитятьєв (майстерність актора, спеціалізація), керівником курсу — народний артист СРСР І. Г. Шароєв.

### Музична кар'єра
Закінчив музичну школу по класу скрипки. На другому курсі училища став вокалістом московської групи «Город». Колектив проводив репетиції у підвалі Будинку Культури «Червоний Пролетар» (там же, де колись репетирувала група Воскресение) і на той момент був чисто інструментальним. Згодом Мінаєв став виконувати власні пісні на вірші Сергія Мірова. Джерела натхнення колективу були вельми різноманітні — Earth, Wind & Fire, Стіві Вандер, Queen, Boney M, The Police, Воскрєсєніє, Машина Врємєні. Група «Місто» взяла участь у рок-фестивалі Московського фізико-технічного інституту в Долгопрудному в 1981 році і знялася в епізоді фільму «Не можу сказати прощай»Автор музики і виконавець гімну підводників Підводрічбуду СРСР.
Починаючи з 1979 року, Сергій Мінаєв почав пробувати себе в ролі диск-жокея, проводячи дискотеки в Московському авіаційному інституті, а з 1983 року — у готелі «Молодіжний», ще з 1985 року — в готелі «Інтурист» і «Спартак». У 1984 році виступав в якості диск-жокея в студентському таборі Московського енергетичного інституту біля Алушти, де познайомився зі своїм попередником Сергієм Лісовським, що згодом став його директором.
Відеокліп для однієї з найбільш популярних пісень Сергія Мінаєва, «Карнавал» (знятий в 1985 році для телепередачі «Веселі хлопці»), являв собою вершину винахідливості радянської телестудії - первинний відеосигнал пройшов через 15 стадій обробки. А для того, щоб пісню з таким «буржуазною» назвою пропустили в ефір перед трансляцією було запущено кілька ідеологічних гасел.
На професійній сцені Сергій Мінаєв дебютував у 1987 році у Палаці спорту «Лужники» в Москві в одному з перших танцювальних шоу СГП «Рекорд», виконавши пародію на «Modern Talking» і пісні Юрія Чернавського («Маргарита», «Шаман»). Тоді ж став одним з виконавців пісні «Замикаючи коло».
Найважливішим альбомом у творчості Сергія Мінаєва став альбом Радіо «Абракадабра» (записаний у 1987 році на студії Мусліма Магомаєва). До нього увійшли закордонні танцювальні хіти, записані в режимі «нон-стоп» та заспівані з російськими текстами, складеними самим виконавцем у відверто пародійному ключі. У тому ж році (в період масової легалізації дискотек) Мінаєв починає активно гастролювати по всьому Радянському Союзу. У жовтні 1988 року в телепередачі «Прожектор перебудови» його звинуватили в надмірних заробітках, що на ділі виявилося хоча і скандальною, але рекламою. У 1989 році він став переможцем популярного телевізійного конкурсу «Музичний ринг».
З 1983 року є першим професійним диск-жокеєм у Радянському Союзі, що використовують вокал.
На рубежі 1980-1990-х років Сергій Мінаєв багато в чому визначав найбільш модні стилістичні тенденції на радянсько-російській поп-сцені, насамперед у галузі популярної танцювальної музики, музичної пародії.
Автор і виконавець пісні «Ох, вже цей Погляд!», записаної до ювілею програми «Погляд». У 1990 році фірма «Мелодія» випускає першу довгограючу платівку Мінаєва Сергій Мінаєв.  У процесі видання LP автор був викликаний на худраду, де старші за віком і за званням колеги обговорювали можливість видання платівки. До складу колегії входив Михайло Таніч, який розкритикував Сергія за непрофесійні тексти пісень.
Восени 1991 року Сергій Мінаєв записав для Центрального телебачення російський варіант пісні-заставки мультсеріалу «Качині історії».
У 1992 році він записав вокальну партію Іуди в російській версії рок-опери «Ісус Христос — суперзірка», прийшовши в захват від російськомовної версії тексту. Мінаєва «творчо дратувало» схематичне прочитання образу Іуди як зрадника: «Та місія, що була йому уготована, ще довго буде мучити мислителів, поетів і філософів. Мучити одним і тим же питанням: зрадник чи виконавець ЙОГО волі?». Згодом відмовився виконувати російський переклад пісень The Beatles, бо вважав, що «це вже занадто», тим більше що, на його думку, в російському перекладі «повітряні, відчайдушні „бітлівські“ пісеньки якось занадто „порозумнішали“ і погрузніли». Тим не менш кліп на його пісню «Смичок і скрипка» (альбом Неповторний) є рімейком The Beatles «Strawberry Fields Forever».[джерело?]
З 1993 року Сергій Мінаєв активний учасник артистичної футбольної команди Зірок «Старко». Він гастролював в Угорщині (1989), Ізраїлі (1994), Ірландії (1995), Німеччині (1992-1995), Франції (1995-1997), виступаючи переважно для російськомовної аудиторії. У 1996 році брав активну участь у концертному турі «Голосуй або програєш» в підтримку президента Бориса Єльцина, виступивши з циклом авторських пісень.
У 2006 році вийшов збірник Пірат XX століття, що включає в себе нові танцювальні версії найбільш відомих пісень Мінаєва. Паралельно вийшов однойменний DVD з відео.
31 березня 2013 року після довгої перерви у випуску нових дисків пройшов концерт-презентація Сергія Мінаєва «У джазі тільки М...» у столичному клубі «Метелиця». Метою даного заходу була презентація нового джазового альбому Сергія Джаст.
Для пісенних текстів Мінаєва характерний так званий «стьоб» — пародійне використання стандартної пісенної та побутової лексики, поданої у відверто абсурдистськом дусі. Деякі твори носять відверто сатиричний характер, як, наприклад, «Мундіаль» і «поп Музика». Серед найбільш відомих пісенних пародій Сергія Мінаєва: «Ти — мій хліб, моя сіль» (Modern Talking), «Вояж» (на Desireless), «Білі кози» (на Ласкавий травень), «Лом-баба» (на Kaoma), «Минаки-Та» (на Yaki-Da), «Макарена» (на Los Del Rio), «Музика Поп» (Aqua) і ряд інших.

### Кіно і телебачення
Знімався у фільмах «Не можу сказати прощай» (1982, епізодична роль співака на танцмайданчику разом з власною групою «Місто»), «Наша людина в Сан-Ремо» (1989, співак-мафіозі).Записав декілька пісень для телефільму «Острів загиблих кораблів» (1987, у фільмі ці пісні «виконує» герой Костянтина Райкіна). Брав участь у пародійному телесеріалі-вікторині «Гра в детектива» в ролі співачки, яка виконувала пісню «Братик Луї» (кавер-версія на пісню «Brother Louie» групи Modern Talking), а також у мюзиклі «Вулиця» (разом з Володимиром Пресняковим-молодшим), де зіграв роль Рокера.
Сергій Мінаєв був ведучим таких телевізійних музичних програм, як «50х50» (1989-1991, 1998-1999), «Хіт-парад Останкіно» (1992-1995), «Ранкова пошта» (1996-1997), «Бузковий туман» (1998-1999), «Два Рояля» (1998-2002, 2004-2005), «Караоке-стріт» (2003-2004) і «Чемпіонат анекдотів» (2006-2007). Періодично веде фестивалі «Дискотека 80-х». У 2009 році був ведучим розважальної програми «Дискотека 80-х на нашу» на СТС (з розважального циклу «Все по-нашому»).
З 2010 по 2012 рік вів деякі сюжети у програмі «Хочу знати». З 2011 по 2013 рік вів деякі випуски програми «Колба часу» на каналі «Ностальгія».
У 2013 році був автором сатиричного інтернет-проекту «Посредыш», в якому подавав актуальні події в піснях в сатиричній формі. Вийшло 7 випусків

## Особисте життя
- Сергій Мінаєв одружений, у шлюбі з 1991 року. З дружиною Оленою, випускниця Московського енергетичного інституту, познайомився, коли вона працювала в музичному колективі Володимира Маркіна. (Сергій Мінаєв і Володимир Маркін є свояками, оскільки їх дружини — сестри.)
  - Син — Сергій (1994 р.н.), студент НДУ ВШЕ[17].

## Дискографія

### Магнітоальбоми
- Группа «Город» (1983)
- Алушта (1984)
- Первые опыты (1984)
- Коллаж (1986)
- Радио «Абракадабра» (1987)
- Вы готовы пойти за мной? (1996)
- Да! (1999)

### LP
- Сергей Минаев (1990)
- Ломбаба (1990, миньон)
- Иисус Христос — суперзвезда (1992)
- Вы готовы пойти за мной! (1993)
- Джаст (2014)

### CD
- Коллекция (1993)
- Радио «Абракадабра» (1994)
- Лучшая песня (1994)
- А почему бы и нет? (1994)
- Голосуй или проиграешь! (1996)
- Неподражаемый (1997)
- Назад в будущее (2002)
- Песни за жизнь (2006)
- Пират XX века (2006)
- Ничего особенного (2013)
- Джаст (2014)

### DVD
- Пират XX века (2006)

## Кавер-версії і пародії
| Назва кавер-версії / пародії         | Назва оригіналу і рік виходу                                                                                             | Виконавець оригіналу           |
| ------------------------------------ | --- | ------------------------------ |
| Абракадабра                          | Abracadabra (1982) | Steve Miller Band              |
| Бангкок                              | One Night In Bangkok (1984, мюзикл «Шахматы») Використана версія співачки Robey (1984)                                   | Murray Head                    |
| Братец Луи                           | Brother Louie (1986) | Modern Talking                 |
| В Москву идти далёко                 | Me estoy volviendo loco (1981)                                                                                           | Azul y Negro                   |
| ВДНХ                                 | USSR (1986) | Eddy Huntington                |
| Вояж                                 | Voyage Voyage (1987) | Desireless                     |
| Вы готовы?                           | Are You Ready? (1990) | Sugar Daddy                    |
| Джулиет                              | Romeo & Juliet (1992) | Blue System                    |
| Дискотека                            | Say You'll Never (1985)                                                                                                  | Lian Ross                      |
| Дорога                               | Good-Bye Bad Times (1985)                                                                                                | Philip Oakey & Giorgio Moroder |
| Дым над водой                        | Smoke on the Water (1972)                                                                                                | Deep Purple                    |
| Дядя Петя (Дворник)                  | I've Been Losing You (1986) Використано аранжування і частково мелодія оригіналу                                         | A-ha                           |
| Карина                               | Boom Boom (Let's Go Back To My Room) (1986) Використана тільки мінусове аранжування до пісні, написаної Сергієм Мінаєвим | Paul Lekakis                   |
| Карнавал                             | Stars de la Pub (1982)                                                                                                   | Movie Music                    |
| Край стай                            | Cry Wolf (1986) | A-ha                           |
| Ксива                                | Fever (1956) Використана версія Boney M (1976)                                                                           | Литл Вилли Джон                |
| Кто стучится на мой «Хаус»?          | Something In My House (1986)                                                                                             | Dead Or Alive                  |
| Ламбада (4 варианта)                 | Lambada (1989) | Kaoma                          |
| Майкл Джексон (Универсальный артист) | Billie Jean (1982) | Michael Jackson                |
| Макарена                             | Macarena (1994) | Los Del Rio                    |
| Минаки-да                            | I Saw You Dancing (1995)                                                                                                 | Yaki-Da                        |
| Мини-макси                           | Disco Lady (1985) Використана тільки мінусова аранжування до пісні, написаної Сергієм Мінаєвим                           | Rocky M                        |
| Мне мой мир сегодня тесен            | We Don't Need Another Hero (Beyond Thunderdome) (1985)                                                                   | Tina Turner                    |
| Музыка-поп                           | Roses are Red (1996) | Aqua                           |
| Мундиаль                             | Alejandro (2010) | Lady Gaga                      |
| Навсегда (Так навсегда)              | History (1993) | Blue System                    |
| Пацаны (Свежий ветер)                | Angels Crying (1998) | E-Type                         |
| Пиковый король                       | Deja Vu (1991) | Blue System                    |
| Родная речь (Русский мат)            | Black or White (1991) | Michael Jackson                |
| Рэп диск-жокея (Худсовет)            | Holiday Rap (1986) | MC Miker 'G' & DeeJay Sven     |
| Секс-бомб                            | Sex Bomb (2000) | Том Джонс                      |
| Сиреневый кадиллак                   | Geronimo's Cadillac (1986)                                                                                               | Modern Talking                 |
| Скрипка (Смычок и скрипка)           | Careless Whisper (1984)                                                                                                  | George Michael                 |
| Сова                                 | Comment ça va (1983) | The Shorts                     |
| Тарзан-бой                           | Tarzan Boy (1985) | Baltimora                      |
| Ты                                   | You (1992) | Ten Sharp                      |
| Ты мой хлеб, моя соль                | You're My Heart, You're My Soul (1984)                                                                                   | Modern Talking                 |
| Тяжёлый день                         | In the Army Now (1986)                                                                                                   | Status Quo Bolland & Bolland   |
| Фарцовщик                            | Midnight Sun (1983) | Mezzoforte                     |
| Шери-бренди                          | Cheri, Cheri Lady (1985)                                                                                                 | Modern Talking                 |
| Шопен                                | I Like Chopin (1983) | Gazebo                         |
| Юра — вумен, Вася — мен              | You're A Woman (1985) | Bad Boys Blue                  |
| Я люблю проснуться летним утром рано | Part Time Lover (1985)                                                                                                   | Stevie Wonder                  |
| Я слышу твой голос                   | Atlantis Is Calling (S.O.S. for Love) (1986)                                                                             | Modern Talking                 |

## Фільмографія

### Ролі і вокал
| Рік  |   | Назва                      | Роль                                               |    |
| ---- | - | -------------------------- | -------------------------------------------------- | -- |
| 1982 | ф | Не можу сказати «прощавай» | співак на танцмайданчику                           | ру |
| 1987 | ф | Острів загиблих кораблів   | Шолом-базік (Вокал)                                | ру |
| 1988 | ф | Гра в детектив             | співачка на концертній сцені                       | ру |
| 1990 | ф | Наша людина в Сан-Ремо     | співак                                             | ру |
| 1991 | ф | Нічні забави               | музикант в ресторані                               | ру |
| 1994 | ф | Безпосередній              | (Вокал)                                            | ру |
| 1996 | ф | Померти від щастя і любові |                                                    | ру |
| 1996 | ф | Карнавальна ніч-2          |                                                    | ру |
| 1997 | ф | Найновіші пригоди Буратіно |                                                    | ру |
| 2004 | ф | 33 квадратних метра        | Володимир Станіславович, начальник Свєти (4 сезон) | ру |